# Awakenings (film)
Awakenings is een Amerikaanse film uit 1990 van Penny Marshall. Het verhaal is gebaseerd op het gelijknamige boek van de New Yorkse neuroloog Oliver Sacks, waarin deze vertelt over zijn ervaringen met het toedienen van L-DOPA bij slachtoffers van een slaapziekte-epidemie. De hoofdrollen worden vertolkt door Robin Williams en Robert De Niro.

## Verhaal
De film speelt zich af in 1969 en draait om Dr. Malcolm Sayer, een verlegen arts in een verpleeghuis waar veel patiënten verblijven die als gevolg van een epidemie van encephalitis lethargica in 1917-1928 in een catatonische toestand zijn geraakt. Er is geen uitzicht op genezing, maar Sayer hoopt deze mensen toch te kunnen helpen.
Bij toeval ontdekt Sayer dat de patiënten op zijn afdeling reflexmatig reageren op impulsen. Zo kunnen zij bijvoorbeeld een toegeworpen bal vangen, terwijl ze verder niet openstaan voor contact. Sayer verzoekt toestemming om een nieuw medicijn, L-DOPA, te mogen proberen op de patiënt Leonard Lowe, die sinds zijn kindertijd al in coma is als gevolg van hersenontsteking.
Na lang experimenteren met de doseringen slaagt Sayer er in Lowe uit zijn coma te laten ontwaken. Hij presenteert zijn ontdekking aan de buitenwereld en krijgt zo genoeg gelddonaties om het middel ook op de andere patiënten toe te passen. Het slaagt en alle patiënten ontwaken. Na de eerste euforie blijkt echter dat het medicijn ernstige bijwerkingen (waaronder agressie) heeft. Ook is de sociale aanpassing van de patiënten, die vaak tientallen jaren in coma zijn geweest, bijzonder moeilijk.
Uiteindelijk blijkt L-DOPA toch niet het wondermedicijn waar Sayer op hoopte. De effecten werken maar tijdelijk en de patiënten vallen een voor een weer terug in hun comateuze toestand. Extra behandelingen met steeds grotere hoeveelheden L-DOPA hebben geen resultaat meer.

## Rolverdeling
| Acteur                | Personage             |
| --------------------- | --------------------- |
| Robert De Niro        | Leonard Lowe          |
| Robin Williams        | Dr. Malcolm Sayer     |
| Julie Kavner          | Eleanor Costello      |
| Ruth Nelson           | Mrs. Lowe             |
| John Heard            | Dr. Kaufman           |
| Penelope Ann Miller   | Paula                 |
| Alice Drummond        | Lucy Fishman          |
| Judith Malina         | Rose                  |
| Barton Heyman         | Bert                  |
| George Martin         | Frank                 |
| Anne Meara            | Miriam                |
| Richard Libertini     | Sidney                |
| Laura Esterman        | Lolly                 |
| Dexter Gordon         | Rolando               |
| Jayne Haynes          | Frances               |
| Mary Catherine Wright | verpleegster Beth     |
| Mary Alice            | verpleegster Margaret |
| Keith Diamond         | verpleger Anthony     |
| Bradley Whitford      | Dr. Tyler             |
| Max von Sydow         | Dr. Peter Ingham      |
| Peter Stormare        | scheikundige          |

## Achtergrond
- Het verhaal van Awakenings vertoont overeenkomsten met het boek Flowers for Algernon (1959) van Daniel Keyes.
- De plot van de film diende als basis voor het tweede stuk van het lied Octavarium van Dream Theater.
- De film wordt aangehaald in de serie House, in de aflevering uit het derde seizoen Son of a Coma Guy. Hierin wil House ook een patiënt uit een coma laten ontwaken met L-DOPA.

## Prijzen en nominaties
Awakenings werd genomineerd voor drie Academy Awards:
- Beste film
- Beste bewerkte scenario
- Beste acteur (Robert De Niro)

De film won in totaal vier prijzen:
- Twee NBR Awards
- Een NYFCC Award voor beste acteur (Robert De Niro)
- Een USC Scripter Award